# 佐久間為人
佐久間 為人（さくま ためと、1889年（明治22年）9月9日 - 1970年（昭和45年）10月28日）は、日本の陸軍軍人。最終階級は陸軍中将。

## 経歴
1889年（明治22年）に東京府で生まれた。陸軍士官学校第22期卒業。1934年（昭和9年）に騎兵第28連隊長に就任。1936年（昭和11年）3月に陸軍騎兵学校教導隊長に転じ、陸軍騎兵大佐に進級した。1937年（昭和12年）に騎兵第23連隊長を経て、1939年（昭和14年）に陸軍少将進級と同時に陸軍騎兵学校幹事に就任した。
1940年（昭和15年）に騎兵第4旅団長を経て、1941年（昭和16年）に陸軍中将進級と同時に下関要塞司令官に就任。1943年（昭和18年）に第68師団長に親補され、日中戦争に出動。常徳殲滅作戦、湘桂作戦で奮戦するも、1944年（昭和19年）7月に長沙で戦傷を負い、支那派遣軍総司令部附となる。8月に参謀本部附を経て、1945年（昭和20年）2月に第84師団長に親補される。当初は沖縄に派遣される予定だったが、輸送力がないため相模湾に駐屯。本土決戦での決戦師団として備えたが、終戦を迎えた。
1947年（昭和22年）11月28日、公職追放仮指定を受けた。